# Racing Mechelen in het seizoen 2014/15
Hieronder vindt men de statistieken, de wedstrijden en de transfers van Racing Mechelen in het seizoen 2014/2015. Racing Mechelen komt dit seizoen uit in de Tweede klasse.

## Spelers
| Nr.                                | Nat.                                                | Naam                | Geboortedatum | Competitie | Competitie | Competitie | Competitie | Competitie                                 | Competitie  | Competitie | Competitie |         | Beker   | Beker   | Beker      | Beker                                      | Beker       | Beker   | Beker   | Beker   |         | Totaal  | Totaal     | Totaal                                     | Totaal      | Totaal  | Totaal  | Totaal  | Totaal  |         |         |         |         |         |         |         |         |
| Nr.                                | Nat.                                                | Naam                | Geboortedatum | W          |            |            | Kreeg geel | Kreeg voor de tweede keer geel en dus rood | Weggestuurd | Goal       | Ass        | W       |         |         | Kreeg geel | Kreeg voor de tweede keer geel en dus rood | Weggestuurd | Goal    | Ass     | W       |         |         | Kreeg geel | Kreeg voor de tweede keer geel en dus rood | Weggestuurd | Goal    | Ass     |         |         |         |         |         |         |         |         |         |         |
| Keepers                            | Keepers                                             | Keepers             | Keepers       | Keepers    | Keepers    | Keepers    | Keepers    | Keepers                                    | Keepers     | Keepers    | Keepers    | Keepers | Keepers | Keepers | Keepers    | Keepers                                    | Keepers     | Keepers | Keepers | Keepers | Keepers | Keepers | Keepers    | Keepers                                    | Keepers     | Keepers | Keepers | Keepers | Keepers | Keepers | Keepers | Keepers | Keepers | Keepers | Keepers | Keepers | Keepers |
| ---------------------------------- | --------------------------------------------------- | ------------------- | ------------- | ---------- | ---------- | ---------- | ---------- | ------------------------------------------ | ----------- | ---------- | ---------- | ------- | ------- | ------- | ---------- | ------------------------------------------ | ----------- | ------- | ------- | ------- | ------- | ------- | ---------- | ------------------------------------------ | ----------- | ------- | ------- | ------- | ------- | ------- | ------- | ------- | ------- | ------- | ------- | ------- | ------- |
| 19                                 | Vlag van België                                     | Lars Knipping       | 15-01-1992    | 0          | 0          | 0          | 0          | 0                                          | 0           | 0          | 0          |         | 0       | 0       | 0          | 0                                          | 0           | 0       | 0       | 0       |         | 0       | 0          | 0                                          | 0           | 0       | 0       | 0       | 0       |         |         |         |         |         |         |         |         |
| 1                                  | Vlag van België                                     | Griffin De Vroe     | 02-11-1984    | 0          | 0          | 0          | 0          | 0                                          | 0           | 0          | 0          |         | 0       | 0       | 0          | 0                                          | 0           | 0       | 0       | 0       |         | 0       | 0          | 0                                          | 0           | 0       | 0       | 0       | 0       |         |         |         |         |         |         |         |         |
| ?                                  | Vlag van België                                     | Arthur Hannes       | ?             | 0          | 0          | 0          | 0          | 0                                          | 0           | 0          | 0          |         | 0       | 0       | 0          | 0                                          | 0           | 0       | 0       | 0       |         | 0       | 0          | 0                                          | 0           | 0       | 0       | 0       | 0       |         |         |         |         |         |         |         |         |
| Verdedigers                        |                                                     |                     |               |            |            |            |            |                                            |             |            |            |         |         |         |            |                                            |             |         |         |         |         |         |            |                                            |             |         |         |         |         |         |         |         |         |         |         |         |         |
| 3                                  | Vlag van België                                     | Wout Kerckhofs      | 19-03-1997    | 0          | 0          | 0          | 0          | 0                                          | 0           | 0          | 0          |         | 0       | 0       | 0          | 0                                          | 0           | 0       | 0       | 0       |         | 0       | 0          | 0                                          | 0           | 0       | 0       | 0       | 0       |         |         |         |         |         |         |         |         |
| 20                                 | Vlag van België                                     | Nicolas Depret      | 08-11-1996    | 0          | 0          | 0          | 0          | 0                                          | 0           | 0          | 0          |         | 0       | 0       | 0          | 0                                          | 0           | 0       | 0       | 0       |         | 0       | 0          | 0                                          | 0           | 0       | 0       | 0       | 0       |         |         |         |         |         |         |         |         |
| 17                                 | Vlag van Frankrijk                                  | Yakhouba N'Diaye    | 24-10-1984    | 0          | 0          | 0          | 0          | 0                                          | 0           | 0          | 0          |         | 0       | 0       | 0          | 0                                          | 0           | 0       | 0       | 0       |         | 0       | 0          | 0                                          | 0           | 0       | 0       | 0       | 0       |         |         |         |         |         |         |         |         |
| 21                                 | Vlag van België                                     | Tracy Mpati         | 21-03-1992    | 0          | 0          | 0          | 0          | 0                                          | 0           | 0          | 0          |         | 0       | 0       | 0          | 0                                          | 0           | 0       | 0       | 0       |         | 0       | 0          | 0                                          | 0           | 0       | 0       | 0       | 0       |         |         |         |         |         |         |         |         |
| 4                                  | Vlag van België                                     | Felix Reuse         | 04-05-1989    | 0          | 0          | 0          | 0          | 0                                          | 0           | 0          | 0          |         | 0       | 0       | 0          | 0                                          | 0           | 0       | 0       | 0       |         | 0       | 0          | 0                                          | 0           | 0       | 0       | 0       | 0       |         |         |         |         |         |         |         |         |
| 7                                  | Vlag van België                                     | Modeste Gnakpa      | 17-10-1988    | 0          | 0          | 0          | 0          | 0                                          | 0           | 0          | 0          |         | 0       | 0       | 0          | 0                                          | 0           | 0       | 0       | 0       |         | 0       | 0          | 0                                          | 0           | 0       | 0       | 0       | 0       |         |         |         |         |         |         |         |         |
| 5                                  | Vlag van België                                     | Bert Tutteleers     | 28-01-1986    | 0          | 0          | 0          | 0          | 0                                          | 0           | 0          | 0          |         | 0       | 0       | 0          | 0                                          | 0           | 0       | 0       | 0       |         | 0       | 0          | 0                                          | 0           | 0       | 0       | 0       | 0       |         |         |         |         |         |         |         |         |
| Middenvelders                      |                                                     |                     |               |            |            |            |            |                                            |             |            |            |         |         |         |            |                                            |             |         |         |         |         |         |            |                                            |             |         |         |         |         |         |         |         |         |         |         |         |         |
| 6                                  | Vlag van België                                     | Daan Vaesen         | 11-07-1981    | 0          | 0          | 0          | 0          | 0                                          | 0           | 0          | 0          |         | 0       | 0       | 0          | 0                                          | 0           | 0       | 0       | 0       |         | 0       | 0          | 0                                          | 0           | 0       | 0       | 0       | 0       |         |         |         |         |         |         |         |         |
| 18                                 | Vlag van België                                     | Lennard Hens        | 08-02-1996    | 0          | 0          | 0          | 0          | 0                                          | 0           | 0          | 0          |         | 0       | 0       | 0          | 0                                          | 0           | 0       | 0       | 0       |         | 0       | 0          | 0                                          | 0           | 0       | 0       | 0       | 0       |         |         |         |         |         |         |         |         |
| 15                                 | Vlag van België                                     | Christopher Verbist | 08-10-1991    | 0          | 0          | 0          | 0          | 0                                          | 0           | 0          | 0          |         | 0       | 0       | 0          | 0                                          | 0           | 0       | 0       | 0       |         | 0       | 0          | 0                                          | 0           | 0       | 0       | 0       | 0       |         |         |         |         |         |         |         |         |
| 8                                  | Vlag van België                                     | Frédéric Farin      | 01-11-1989    | 0          | 0          | 0          | 0          | 0                                          | 0           | 0          | 0          |         | 0       | 0       | 0          | 0                                          | 0           | 0       | 0       | 0       |         | 0       | 0          | 0                                          | 0           | 0       | 0       | 0       | 0       |         |         |         |         |         |         |         |         |
| ?                                  | Vlag van Guinee                                     | Lanfia Camara       | 03-09-1986    | 0          | 0          | 0          | 0          | 0                                          | 0           | 0          | 0          |         | 0       | 0       | 0          | 0                                          | 0           | 0       | 0       | 0       |         | 0       | 0          | 0                                          | 0           | 0       | 0       | 0       | 0       |         |         |         |         |         |         |         |         |
| 14                                 | Vlag van België                                     | Sabri Hmouda        | 02-07-1998    | 0          | 0          | 0          | 0          | 0                                          | 0           | 0          | 0          |         | 0       | 0       | 0          | 0                                          | 0           | 0       | 0       | 0       |         | 0       | 0          | 0                                          | 0           | 0       | 0       | 0       | 0       |         |         |         |         |         |         |         |         |
| 16                                 | Vlag van België                                     | Seppe Brulmans      | 29-05-1994    | 0          | 0          | 0          | 0          | 0                                          | 0           | 0          | 0          |         | 0       | 0       | 0          | 0                                          | 0           | 0       | 0       | 0       |         | 0       | 0          | 0                                          | 0           | 0       | 0       | 0       | 0       |         |         |         |         |         |         |         |         |
| Aanvallers                         |                                                     |                     |               |            |            |            |            |                                            |             |            |            |         |         |         |            |                                            |             |         |         |         |         |         |            |                                            |             |         |         |         |         |         |         |         |         |         |         |         |         |
| 13                                 | Vlag van België                                     | Rachid hmouda       | 30-11-1985    | 0          | 0          | 0          | 0          | 0                                          | 0           | 0          | 0          |         | 0       | 0       | 0          | 0                                          | 0           | 0       | 0       | 0       |         | 0       | 0          | 0                                          | 0           | 0       | 0       | 0       | 0       |         |         |         |         |         |         |         |         |
| 15                                 | Vlag van België                                     | Jordy Mathei        | 13-03-1995    | 0          | 0          | 0          | 0          | 0                                          | 0           | 0          | 0          |         | 0       | 0       | 0          | 0                                          | 0           | 0       | 0       | 0       |         | 0       | 0          | 0                                          | 0           | 0       | 0       | 0       | 0       |         |         |         |         |         |         |         |         |
| 9                                  | Vlag van Brazilië                                   | Erivelton Da Silva  | 17-11-1995    | 0          | 0          | 0          | 0          | 0                                          | 0           | 0          | 0          |         | 0       | 0       | 0          | 0                                          | 0           | 0       | 0       | 0       |         | 0       | 0          | 0                                          | 0           | 0       | 0       | 0       | 0       |         |         |         |         |         |         |         |         |
| 10                                 | Vlag van België                                     | Yvan Yagan          | 11-10-1989    | 0          | 0          | 0          | 0          | 0                                          | 0           | 0          | 0          |         | 0       | 0       | 0          | 0                                          | 0           | 0       | 0       | 0       |         | 0       | 0          | 0                                          | 0           | 0       | 0       | 0       | 0       |         |         |         |         |         |         |         |         |
| ?                                  | Vlag van Nederland · Vlag van Bosnië en Herzegovina | Dino Peljito        | 07-10-1987    | 0          | 0          | 0          | 0          | 0                                          | 0           | 0          | 0          |         | 0       | 0       | 0          | 0                                          | 0           | 0       | 0       | 0       |         | 0       | 0          | 0                                          | 0           | 0       | 0       | 0       | 0       |         |         |         |         |         |         |         |         |
| ?                                  | Vlag van België                                     | Julien Guerenne     | 31-10-1986    | 0          | 0          | 0          | 0          | 0                                          | 0           | 0          | 0          |         | 0       | 0       | 0          | 0                                          | 0           | 0       | 0       | 0       |         | 0       | 0          | 0                                          | 0           | 0       | 0       | 0       | 0       |         |         |         |         |         |         |         |         |
| 15                                 | Vlag van België                                     | Daan Debouver       | 27-01-1993    | 0          | 0          | 0          | 0          | 0                                          | 0           | 0          | 0          |         | 0       | 0       | 0          | 0                                          | 0           | 0       | 0       | 0       |         | 0       | 0          | 0                                          | 0           | 0       | 0       | 0       | 0       |         |         |         |         |         |         |         |         |
| Bijgewerkt tot en met 21 Mei 2014. |                                                     |                     |               |            |            |            |            |                                            |             |            |            |         |         |         |            |                                            |             |         |         |         |         |         |            |                                            |             |         |         |         |         |         |         |         |         |         |         |         |         |

### Analyse selectie
| Nationaliteit    | Vlag van België | Vlag van Brazilië | Vlag van Guinee | Vlag van Frankrijk | Vlag van Nederland | Vlag van Bosnië en Herzegovina | Totaal spelers |
| ---------------- | --------------- | ----------------- | --------------- | ------------------ | ------------------ | ------------------------------ | -------------- |
| Selectie spelers | 20              | 1                 | 1               | 1                  | 1                  | 1                              | 24             |
| Eigen jeugd      | 1               |                   |                 |                    |                    |                                | 1              |

## Transfers

### Zomertransfers

#### Inkomende transfers
| Naam                     | Positie             | Nationaliteit       | Contract tot        | Komt van            |
| Inkomende transfers      | Inkomende transfers | Inkomende transfers | Inkomende transfers | Inkomende transfers |
| ------------------------ | ------------------- | ------------------- | ------------------- | ------------------- |
| Arthur Hannes            | Doelman             | België              | 2015                | Club Brugge         |
| Felix Reuse              | Verdediger          | België              | 2015                | KVV Coxyde          |
| Tracy Mpati              | Verdediger          | België              | 2015                | WS Woluwe           |
| Yakhouba N'Diaye         | Verdediger          | Frankrijk           | 2015                | RWDM                |
| Lanfia Camara            | Verdediger          | Guinee              | 2015                | RWDM                |
| Nicolas Depret           | Verdediger          | België              | 2015                | OH Leuven           |
| Sabri Hmouda             | Middenvelder        | België              | 2015                | SK Lierse           |
| Yvan Yagan               | Middenvelder        | België              | 2015                | KSK Heist           |
| Lennard Hens             | Middenvelder        | België              | 2015                | RSC Anderlecht      |
| Christopher Verbist      | Middenvelder        | België              | 2015                | Lommel United       |
| Julien Guerenne          | Aanvaller           | België              | 2015                | CS Fola Esch        |
| Dino Peljto              | Aanvaller           | Nederland           | 2015                | KV Turnhout         |
| Erivelton Da Silva       | Aanvaller           | Brazilië            | 2015                | STVV                |
| Jordy Mathei             | Aanvaller           | België              | 2015                | KVC Westerlo        |
| Daan Debouver            | Aanvaller           | België              | 2015                | Club Brugge         |
| Gehuurd                  |                     |                     |                     |                     |
| Terug na uitleenbeurt    |                     |                     |                     |                     |
| Doorstroming naar A-kern |                     |                     |                     |                     |
| Contractverlenging       |                     |                     |                     |                     |
| Griffin De Vroe          | Keeper              | België              | 2015                |                     |
| Wout Kerckhofs           | Verdediger          | België              | 2015                |                     |
| Modeste Gnakpa           | Verdediger          | België              | 2015                |                     |
| Bert Tutteleers          | Verdediger          | België              | 2015                |                     |
| Seppe Brulmans           | Middenvelder        | België              | 2015                |                     |
| Frederic Farin           | Middenvelder        | België              | 2015                |                     |
| Daan Vaesen              | Middenvelder        | België              | 2015                |                     |
| Rachid Hmouda            | Middenvelder        | België              | 2016                |                     |

#### Uitgaande transfers zomer
| Naam            | Positie      | Nationaliteit | Contract tot | Gaat naar                     |
| --------------- | ------------ | ------------- | ------------ | ----------------------------- |
| Max Beeckmans   | Doelman      | België        |              | KFC Sporting Sint-Gillis-Waas |
| Mourad Gloub    | Verdediger   | België        |              | SK Sint-Niklaas               |
| Tom Pietermaat  | Verdediger   | België        |              | FCO Beerschot Wilrijk         |
| Achraf Essikal  | Verdediger   | België        |              | KV Woluwe-Zaventem            |
| Jeffrey Salut   | Verdediger   | België        |              | ?                             |
| Thomas Weydisch | Middenvelder | België        |              | Eendracht Aalst               |
| Megan Laurent   | Middenvelder | België        |              | RAEC Mons                     |
| Evans Kondogbia | Aanvaller    | België        |              | Charleroi SC                  |
| Jessy Salut     | Aanvaller    | België        |              | ?                             |
| Bram Kerkhofs   | Aanvaller    | België        |              | KFC Steenhuffel               |
| Verhuurd        |              |               |              |                               |

## Wedstrijden

### Tweede klasse 2014-15
|                                   |                 |                         |                     |                                                                                 |
| 3 augustus 2014 15.00u speeldag 1 | Racing Mechelen | 0 - 1                   | Oud-Heverlee Leuven | Oscar Vankesbeeckstadion Toeschouwers: 2.400 Scheidsrechter: Denis Vanberelaere |
| 3 augustus 2014 15.00u speeldag 1 |                 | 3' Alessandro Cerigioni |                     | Oscar Vankesbeeckstadion Toeschouwers: 2.400 Scheidsrechter: Denis Vanberelaere |

|                                    |                                         |       |                 |                                                                          |
| 10 augustus 2014 15.00u speeldag 2 | SC Eendracht Aalst                      | 2 - 1 | Racing Mechelen | Pierre Cornelisstadion Toeschouwers: 2.500 Scheidsrechter: Maxime Smeets |
| 10 augustus 2014 15.00u speeldag 2 | 12' Gianni De Neve 44' Tjendo De Cuyper |       | 54' Yvan Yagan  | Pierre Cornelisstadion Toeschouwers: 2.500 Scheidsrechter: Maxime Smeets |

|                                     |                 |                      |                    |                                                                                 |
| 13 augustus 2014 20.30u speeldag 20 | Racing Mechelen | 0 - 1                | KV Woluwe-Zaventem | Oscar Vankesbeeckstadion Toeschouwers: 1.500 Scheidsrechter: Bram Van Driessche |
| 13 augustus 2014 20.30u speeldag 20 |                 | 28' Maurice Weynants |                    | Oscar Vankesbeeckstadion Toeschouwers: 1.500 Scheidsrechter: Bram Van Driessche |

|                                    |                                             |       |                                                           |                                                                              |
| 31 augustus 2014 15.00u speeldag 4 | Racing Mechelen                             | 3 - 2 | KFC Dessel Sport                                          | Oscar Vankesbeeckstadion Toeschouwers: 1.200 Scheidsrechter: Thierry Derycke |
| 31 augustus 2014 15.00u speeldag 4 | 6' Yvan Yagan 61' Yvan Yagan 87' Yvan Yagan |       | 30' Ronny Reniers 54' Ronny Reniers 75' Enrico Pellegriti | Oscar Vankesbeeckstadion Toeschouwers: 1.200 Scheidsrechter: Thierry Derycke |

|                                    |                  |       |                 |                                                                      |
| 3 september 2014 20.30u speeldag 5 | Royal Antwerp FC | 0 - 0 | Racing Mechelen | Bosuilstadion Toeschouwers: 8.235 Scheidsrechter: Joeri Van De Velde |
| 3 september 2014 20.30u speeldag 5 |                  |       |                 | Bosuilstadion Toeschouwers: 8.235 Scheidsrechter: Joeri Van De Velde |

|                                    |                                                           |       |                       |                                                                                  |
| 7 september 2014 15.00u speeldag 6 | Racing Mechelen                                           | 3 - 1 | KAS Eupen             | Oscar Vankesbeeckstadion Toeschouwers: 1.200 Scheidsrechter: Christophe Delacour |
| 7 september 2014 15.00u speeldag 6 | 40' Frédéric Farin 62' Frédéric Farin 90+3' Rachid Hmouda |       | 55' Michaël Lallemand | Oscar Vankesbeeckstadion Toeschouwers: 1.200 Scheidsrechter: Christophe Delacour |

|                                     |                                       |       |                      |                                                             |
| 13 september 2014 20.00u speeldag 7 | Sint-Truidense VV                     | 2 - 1 | Racing Mechelen      | Stayen Toeschouwers: 5.200 Scheidsrechter: Christof Dierick |
| 13 september 2014 20.00u speeldag 7 | 28' Saska Kotysch 77' Poitr Parzyszek |       | 33' Yvan Yagan (pen) | Stayen Toeschouwers: 5.200 Scheidsrechter: Christof Dierick |

|                                     |                                       |       |                                              |                                                                             |
| 21 september 2014 15.00u speeldag 8 | Racing Mechelen                       | 2 - 2 | White Star Bruxelles                         | Oscar Vankesbeeckstadion Toeschouwers: 1.100 Scheidsrechter: Istvan Lagaert |
| 21 september 2014 15.00u speeldag 8 | 67' Frédéric Farin 76' Frédéric Farin |       | 39' Muohamadou Mansour Diop 59' Mamadou Fall | Oscar Vankesbeeckstadion Toeschouwers: 1.100 Scheidsrechter: Istvan Lagaert |

|                                     |                           |                |                 |                                                                |
| 27 september 2014 20.00u speeldag 9 | Patro Eisden Maasmechelen | 0 - 1          | Racing Mechelen | Patrostadion Toeschouwers: 1.700 Scheidsrechter: Maxime Smeets |
| 27 september 2014 20.00u speeldag 9 |                           | 61' Yvan Yagan |                 | Patrostadion Toeschouwers: 1.700 Scheidsrechter: Maxime Smeets |

|                                   |                               |       |                          |                                                                             |
| 5 oktober 2014 15.00u speeldag 10 | Racing Mechelen               | 2 - 1 | KSK Heist                | Oscar Vankesbeeckstadion Toeschouwers: 1.200 Scheidsrechter: Karim Saadouni |
| 5 oktober 2014 15.00u speeldag 10 | 31' Yvan Yagan 35' Yvan Yagan |       | 48' Jonas Vandermarliere | Oscar Vankesbeeckstadion Toeschouwers: 1.200 Scheidsrechter: Karim Saadouni |

|                                    |                                                                          |       |                 |                                                                  |
| 11 oktober 2014 20.00u speeldag 11 | KSV Roeselare                                                            | 4 - 0 | Racing Mechelen | Schiervelde Toeschouwers: 1.200 Scheidsrechter: Dieter De Naeyer |
| 11 oktober 2014 20.00u speeldag 11 | 25' Tom Raes 79' Oliver Muny 81' Rik Impens 90' Kennedy Ugoala Nwanganga |       |                 | Schiervelde Toeschouwers: 1.200 Scheidsrechter: Dieter De Naeyer |

|                                    |                               |       |                                                                                              |                                                                              |
| 19 oktober 2014 15.00u speeldag 12 | Racing Mechelen               | 2 - 4 | AS Verbroedering Geel                                                                        | Oscar Vankesbeeckstadion Toeschouwers: 1.000 Scheidsrechter: Stéphane Gelton |
| 19 oktober 2014 15.00u speeldag 12 | 17' Yvan Yagan 31' Yvan Yagan |       | 19' Zico Gielis 22' Axel Bossekota Bofunda 28' Ben Santermans 35' Zico Gielis Ruben Scheelen | Oscar Vankesbeeckstadion Toeschouwers: 1.000 Scheidsrechter: Stéphane Gelton |

|                                    |                                                          |       |                 |                                                                     |
| 25 oktober 2014 20.00u speeldag 13 | Lommel United                                            | 3 - 0 | Racing Mechelen | Soevereinstadion Toeschouwers: 2.500 Scheidsrechter: Christiaan Bax |
| 25 oktober 2014 20.00u speeldag 13 | 1' Leandro Tossard 26' Wouter Scheelen 28'Romer' Regales |       | Frédéric Farin  | Soevereinstadion Toeschouwers: 2.500 Scheidsrechter: Christiaan Bax |

|                                    |                 |                                                                  |                  |                                                                            |
| 2 november 2014 14.30u speeldag 14 | Racing Mechelen | 0 - 3                                                            | Excelsior Virton | Oscar Vankesbeeckstadion Toeschouwers: 1.200 Scheidsrechter: Jan Boterberg |
| 2 november 2014 14.30u speeldag 14 |                 | 16' Raoul Ngadrira Avansey 36' Djaïd Kasri 42' Mayron De Almeida |                  | Oscar Vankesbeeckstadion Toeschouwers: 1.200 Scheidsrechter: Jan Boterberg |

|                                    |                                                      |       |                 |                                                                             |
| 8 november 2014 20.00u speeldag 15 | RAEC Mons                                            | 3 - 0 | Racing Mechelen | Stade Charles Tondreau Toeschouwers: 1.250 Scheidsrechter: Nathan Verboomen |
| 8 november 2014 20.00u speeldag 15 | 38' Roman Ferber 57' Roman Ferber 90+1' Sami Lkoutbi |       |                 | Stade Charles Tondreau Toeschouwers: 1.250 Scheidsrechter: Nathan Verboomen |

|                                     |                 |                                     |             |                                                                            |
| 16 november 2014 14.30u speeldag 16 | Racing Mechelen | 0 - 2                               | RFC Seraing | Oscar Vankesbeeckstadion Toeschouwers: 850 Scheidsrechter: Jurgen Brickman |
| 16 november 2014 14.30u speeldag 16 |                 | 17' Samy Kehli 90' Yahya Boumediene |             | Oscar Vankesbeeckstadion Toeschouwers: 850 Scheidsrechter: Jurgen Brickman |

|                                     |                     |       |                 |                                                                 |
| 22 november 2014 20.00u speeldag 17 | AFC Tubize          | 1 - 0 | Racing Mechelen | Stade Leburton Toeschouwers: 691 Scheidsrechter: Michel Etienne |
| 22 november 2014 20.00u speeldag 17 | 86' Quentin Laurent |       |                 | Stade Leburton Toeschouwers: 691 Scheidsrechter: Michel Etienne |

|                                     |                                                                  |       |                 |                                                           |
| 29 november 2014 20.00u speeldag 18 | Oud-Heverlee Leuven                                              | 3 - 0 | Racing Mechelen | Den Dreef Toeschouwers: 5.306 Scheidsrechter: Luc Wouters |
| 29 november 2014 20.00u speeldag 18 | 5' Thomas Guimaraes Azevedo 71' Simon Bracke 90' Jovan Kostovski |       |                 | Den Dreef Toeschouwers: 5.306 Scheidsrechter: Luc Wouters |

|                                     |                                                            |       | |                                                                       |
| 11 december 2014 14.30u speeldag 19 | Racing Mechelen                                            | 2 - 4 | SC Eendracht Aalst                                                                                         | Oscar Vankesbeeckstadion Toeschouwers: 1.000 Scheidsrechter: Tim Pots |
| 11 december 2014 14.30u speeldag 19 | 18' Erivelton Paulo da Silva 43' Yvan Yagan Bert Tuteleers |       | 2' Donjet Shkodra 48' Daniel Rodrigo de Oliveira 65' Ratko Vansimpsen (pen) 67' Daniel Rodrigo de Oliveira | Oscar Vankesbeeckstadion Toeschouwers: 1.000 Scheidsrechter: Tim Pots |

|                                    |                    |                    |                 |                                                                              |
| 14 december 2014 14.30u speeldag 3 | KV Woluwe-Zaventem | 0 - 1              | Racing Mechelen | Gemeentelijk Sportstadion Toeschouwers: 800 Scheidsrechter: Jurgen Brinckman |
| 14 december 2014 14.30u speeldag 3 |                    | 75' Frédéric Farin |                 | Gemeentelijk Sportstadion Toeschouwers: 800 Scheidsrechter: Jurgen Brinckman |

|                                     |                    |       |                              |                                                                        |
| 20 december 2014 19.30u speeldag 21 | KFC Dessel Sport   | 1 - 1 | Racing Mechelen              | Armand Melisstadion Toeschouwers: 1.000 Scheidsrechter: Jeroen Sanders |
| 20 december 2014 19.30u speeldag 21 | 70' Wolke Janssens |       | 83' Erivelton Paulo da Silva | Armand Melisstadion Toeschouwers: 1.000 Scheidsrechter: Jeroen Sanders |

|                                    |                    |       |                                                           |                                                                              |
| 18 januari 2015 14.30u speeldag 22 | Racing Mechelen    | 1 - 2 | Royal Antwerp FC                                          | Oscar Vankesbeeckstadion Toeschouwers: 2.751 Scheidsrechter: Lawrence Visser |
| 18 januari 2015 14.30u speeldag 22 | 75' Bert Tuteleers |       | 21' William Owusu Acheampong 63' William Owusu Acheampong | Oscar Vankesbeeckstadion Toeschouwers: 2.751 Scheidsrechter: Lawrence Visser |

|                                    | |       |                 |                                                                    |
| 23 januari 2015 20.30u speeldag 23 | KAS Eupen | 5 - 1 | Racing Mechelen | Kehrwegstadion Toeschouwers: 1.600 Scheidsrechter: Stéphane Gleton |
| 23 januari 2015 20.30u speeldag 23 | 12' Víctor Curto Ortiz 23' Víctor Curto Ortiz 52' Vícto Curto Ortiz 83' Florian Taulemesse 89' Florian Taulemesse |       | 43' Daan Vaesen | Kehrwegstadion Toeschouwers: 1.600 Scheidsrechter: Stéphane Gleton |

|                                    |                 |                                       |                   |                                                                              |
| 1 februari 2015 14.30u speeldag 24 | Racing Mechelen | 0 - 2                                 | Sint-Truidense VV | Oscar Vankesbeeckstadion Toeschouwers: 1.500 Scheidsrechter: Philippe Vinche |
| 1 februari 2015 14.30u speeldag 24 |                 | 14' Joeri Dequevy 70' Piotr Parzyszek |                   | Oscar Vankesbeeckstadion Toeschouwers: 1.500 Scheidsrechter: Philippe Vinche |

|                                    |                           |       |                                                   |                                                                         |
| 7 februari 2015 20.00u speeldag 25 | White Star Bruxelles      | 1 - 1 | Racing Mechelen                                   | Edmond Machtensstadion Toeschouwers: 300 Scheidsrechter: Michel Etienne |
| 7 februari 2015 20.00u speeldag 25 | 13' Habib Mohamed Bellaïd |       | 31' Seppe Brulmans (pen) Erivelton Paulo da Silva | Edmond Machtensstadion Toeschouwers: 300 Scheidsrechter: Michel Etienne |

|                                     |                                  |       |                                                                |                                                                            |
| 15 februari 2015 15.00u speeldag 26 | Racing Mechelen                  | 1 - 3 | Patro Eisden Maasmechelen                                      | Oscar Vankesbeeckstadion Toeschouwers: 1.100 Scheidsrechter: Maxime Smeets |
| 15 februari 2015 15.00u speeldag 26 | 80' Daan Debouver Bert Tuteleers |       | 4' Davy Sroka 20' Martijn Stefani 85' Christophe Martín-Suárez | Oscar Vankesbeeckstadion Toeschouwers: 1.100 Scheidsrechter: Maxime Smeets |

|                                     |                                               |       |                 |                                                                                |
| 28 februari 2015 20.00u speeldag 27 | KSK Heist                                     | 2 - 0 | Racing Mechelen | Gemeentelijk Sportcentrum Toeschouwers: 1.500 Scheidsrechter: Nathan Verboomen |
| 28 februari 2015 20.00u speeldag 27 | 26' Jaime Alfonso Ruíz 75' Jaime Alfonso Ruíz |       | Lennard Hens    | Gemeentelijk Sportcentrum Toeschouwers: 1.500 Scheidsrechter: Nathan Verboomen |

|                                 |                 |                                   |               |                                                                           |
| 8 maart 2015 15.00u speeldag 28 | Racing Mechelen | 0 - 2                             | KSV Roeselare | Oscar Vankesbeeckstadion Toeschouwers: 700 Scheidsrechter: Istvan Lagaert |
| 8 maart 2015 15.00u speeldag 28 |                 | 7' Tom Raes 69' Stevy Okitokandjo |               | Oscar Vankesbeeckstadion Toeschouwers: 700 Scheidsrechter: Istvan Lagaert |

|                                  |                                                        |       |                                  |                                                                   |
| 14 maart 2015 18.00u speeldag 29 | AS Verbroedering Geel                                  | 2 - 0 | Racing Mechelen                  | Leunenstadion Toeschouwers: 1.800 Scheidsrechter: Richard Martens |
| 14 maart 2015 18.00u speeldag 29 | 85' Kenneth Kerckhofs (pen) 90' Axel Bossekota Bofunda |       | 84' Wout Kerckhofs Lanfia Camara | Leunenstadion Toeschouwers: 1.800 Scheidsrechter: Richard Martens |

|                                  |                 | |               |                                                                          |
| 22 maart 2015 15.00u speeldag 30 | Racing Mechelen | 0 - 6 | Lommel United | Oscar Vankesbeeckstadion Toeschouwers: 700 Scheidsrechter: Jan Boterberg |
| 22 maart 2015 15.00u speeldag 30 |                 | 33' Leandro Trossard 35' Jentl Gaethofs 41' Glenn Neven 61' Leandro Trossard 69' Leandro Trossard 87' Jentle Gaethofs |               | Oscar Vankesbeeckstadion Toeschouwers: 700 Scheidsrechter: Jan Boterberg |

|                                 | |       |                 |                                                                      |
| 4 april 2015 18.00u speeldag 31 | Excelsior Virton | 9 - 0 | Racing Mechelen | Stade Yvan Georges Toeschouwers: 950 Scheidsrechter: Laurent Kopriwa |
| 4 april 2015 18.00u speeldag 31 | 5' Dorian Dessoleil (pen) 31' Valentin Focki 40' Dorian Dessoleil 44' Mayron De Almeida 50' Marvin Etienne 53' Mayron De Almeida 59' Mathieu Cornet 67' Mathieu Cornet 88' Mathieu Cornet |       |                 | Stade Yvan Georges Toeschouwers: 950 Scheidsrechter: Laurent Kopriwa |

|                                  |                 |                                                               |           |                                                                            |
| 11 april 2015 18.00u speeldag 32 | Racing Mechelen | 0 - 3                                                         | RAEC Mons | Oscar Vankesbeeckstadion Toeschouwers: 700 Scheidsrechter: Yves Verslycken |
| 11 april 2015 18.00u speeldag 32 |                 | 17' LorisBrogno 38' Mégan Laurent 75' Andrei da Silva Camargo |           | Oscar Vankesbeeckstadion Toeschouwers: 700 Scheidsrechter: Yves Verslycken |

|                                  | |       |                 |                                                                |
| 19 april 2015 15.00u speeldag 33 | RFC Seraing                                                                                                | 5 - 0 | Racing Mechelen | Stade du Pairay Toeschouwers: 500 Scheidsrechter: Ben Mesotten |
| 19 april 2015 15.00u speeldag 33 | 3' Sabri Hmouda (own) 34' Erwin Senakuku 43' Christophe Préseaux 60' Florent Stevance 77' Florent Stevance |       |                 | Stade du Pairay Toeschouwers: 500 Scheidsrechter: Ben Mesotten |

|                                  |                 |                                                                                                  |            |                                                                        |
| 26 april 2015 15.00u speeldag 34 | Racing Mechelen | 0 - 5                                                                                            | AFC Tubize | Oscar Vankesbeeckstadion Toeschouwers: 600 Scheidsrechter: Bert Daemen |
| 26 april 2015 15.00u speeldag 34 |                 | 14' Sega Keita 35' Sofiane Kheyari 73' Dugary Ndabashinze 78' Leandro Bailly 87' Sofiane Kheyari |            | Oscar Vankesbeeckstadion Toeschouwers: 600 Scheidsrechter: Bert Daemen |

### Beker van België 2014-15
|                                  | |       |                  |                                                               |
| 17 augustus 2014 16.00u 4e ronde | Racing Mechelen                                                                                               | 5 - 0 | RUS Ethe Belmont | Oscar Vankesbeeckstadion Toeschouwers: 250 Scheidsrechter: ?? |
| 17 augustus 2014 16.00u 4e ronde | 15' Rachid Hmouda 35' Erivelton Paulo da Silva 38' Yvan Yagan 48' Seppe Brulmans 56' Erivelton Paulo da Silva |       |                  | Oscar Vankesbeeckstadion Toeschouwers: 250 Scheidsrechter: ?? |

|                                  |                                     |       |                      |                                                                        |
| 23 augustus 2014 20.00u 5e ronde | Racing Mechelen                     | 2 - 0 | White Star Bruxelles | Oscar Vankesbeeckstadion Toeschouwers: ??? Scheidsrechter: Gerd Bylois |
| 23 augustus 2014 20.00u 5e ronde | 40' Yvan Yagan 60' Yakhouba N'Diaye |       |                      | Oscar Vankesbeeckstadion Toeschouwers: ??? Scheidsrechter: Gerd Bylois |

|                                      |          |                      |                 |                                                                   |
| 24 september 2014 20.00u 1/16 finale | KRC Genk | 0 - 1                | Racing Mechelen | Cristal Arena Toeschouwers: 3.500 Scheidsrechter: Lawrence Visser |
| 24 september 2014 20.00u 1/16 finale |          | 76' Yvan Yagan (pen) |                 | Cristal Arena Toeschouwers: 3.500 Scheidsrechter: Lawrence Visser |

|                                   |                                                                                           |       |                    |                                                                                  |
| 3 december 2014 20.45u 1/8 finale | RSC Anderlecht                                                                            | 4 - 1 | Racing Mechelen    | Constant Vanden Stockstadion Toeschouwers: 9.000 Scheidsrechter: Lawrence Visser |
| 3 december 2014 20.45u 1/8 finale | 15' Gohi Bi Zoro Cyriac 23' Nathan Kabasele 35' Yoeri Tielemans (pen) 82' Nathan Kabasele |       | 86' Seppe Brulmans | Constant Vanden Stockstadion Toeschouwers: 9.000 Scheidsrechter: Lawrence Visser |

## Ranschikkingen

### Eindstand Topschutters
| Nr.     | Nat.               | Naam                     | Competitie | Beker | Totaal |
| ------- | ------------------ | ------------------------ | ---------- | ----- | ------ |
| 10      | Vlag van België    | Yvan Yagan               | 11         | 3     | 14     |
| 8       | Vlag van België    | Frédéric Farin           | 5          | 0     | 5      |
| 9       | Vlag van Brazilië  | Erivelton Paulo da Silva | 2          | 2     | 4      |
| 8       | Vlag van België    | Seppe Brulmans           | 1          | 2     | 3      |
| 13      | Vlag van Marokko   | Rachid Hmouda            | 1          | 1     | 2      |
| 5       | Vlag van België    | Bert Tuteleers           | 1          | 0     | 1      |
| 6       | Vlag van België    | Daan Vaesen              | 1          | 0     | 1      |
| 15      | Vlag van België    | Daan Debouver            | 1          | 0     | 1      |
| 17      | Vlag van Frankrijk | Yakhouba N'Diaye         | 0          | 1     | 1      |
|         |                    | own-goal                 | 0          | 0     | 0      |
| Totaal: | Totaal:            | Totaal:                  | 23         | 9     | 32     |

## Statistieken

### Overzicht
| Speeldag  | 1  | 2  | 20 | 4  | 5  | 6  | 7  | 8  | 9  | 10 | 11 | 12 | 13 | 14 | 15 | 16 | 17 | 18 | 19 | 3  | 21 | 22 | 23 | 24 | 25 | 26 | 27 | 28 | 29 | 30 | 31 | 32 | 33 | 34 |
| --------- | -- | -- | -- | -- | -- | -- | -- | -- | -- | -- | -- | -- | -- | -- | -- | -- | -- | -- | -- | -- | -- | -- | -- | -- | -- | -- | -- | -- | -- | -- | -- | -- | -- | -- |
| Resultaat | v  | v  | v  | w  | g  | w  | v  | g  | w  | w  | v  | v  | v  | v  | v  | v  | v  | v  | v  | w  | g  | v  | v  | v  | g  | v  | v  | v  | v  | v  | v  | v  | v  | v  |
| Punten    | 0  | 0  | 0  | 3  | 4  | 7  | 7  | 8  | 11 | 14 | 14 | 14 | 14 | 14 | 14 | 14 | 14 | 14 | 14 | 17 | 18 | 18 | 18 | 18 | 19 | 19 | 19 | 19 | 19 | 19 | 19 | 19 | 19 | 19 |
| Positie   | 13 | 17 | 17 | 13 | 13 | 10 | 12 | 13 | 11 | 10 | 12 | 13 | 13 | 13 | 14 | 14 | 15 | 15 | 15 | 14 | 15 | 15 | 16 | 17 | 17 | 17 | 17 | 17 | 17 | 17 | 17 | 17 | 17 | 17 |

2009/10 · 2010/11 · 2011/12 · 2012/13 · 2013/14 · 2014/15